# Saint-Éloi (Quebec)

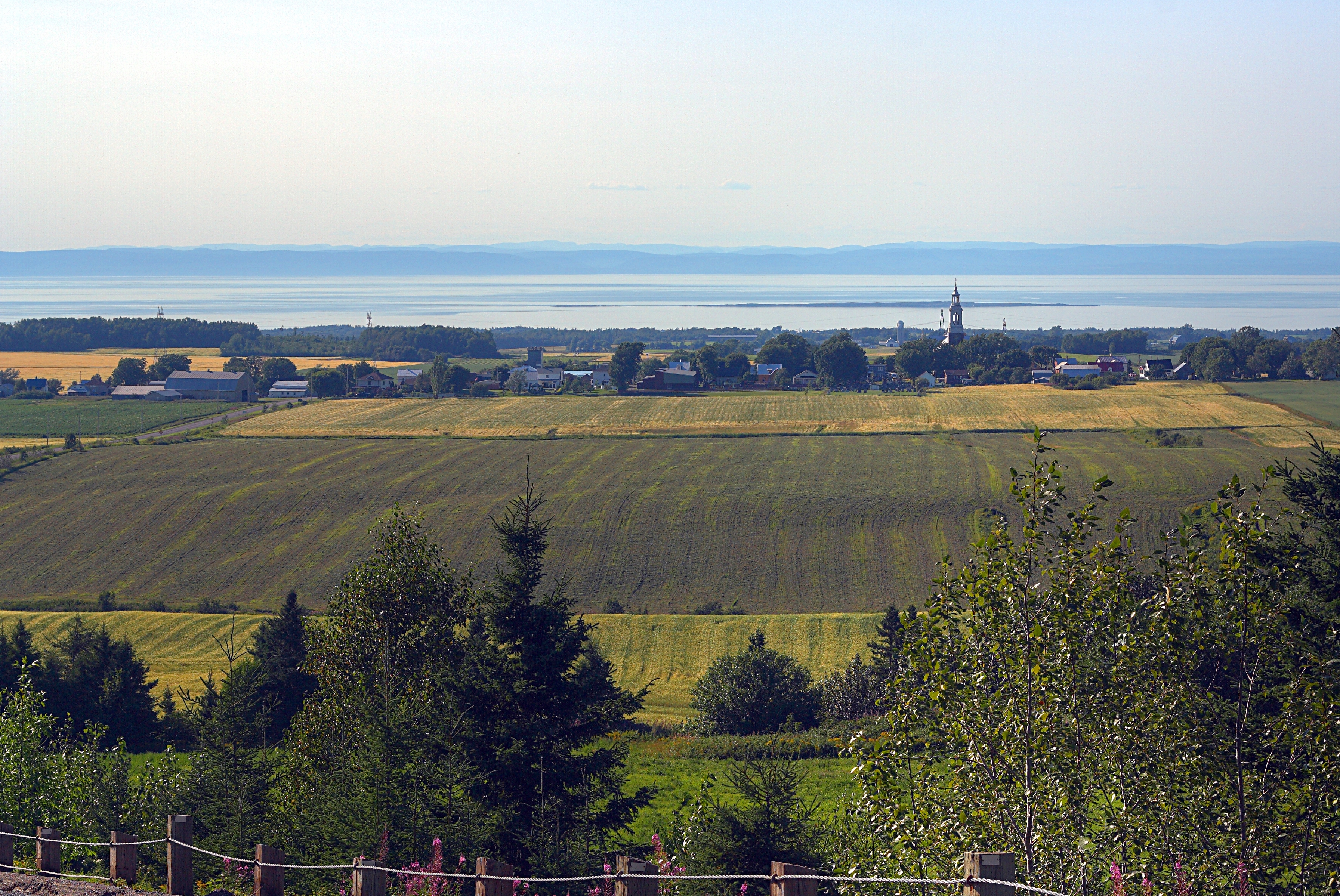
Saint-Eloi en la región de Basques en Quebec.

Saint-Éloi es una municipalidad de la región del Bas-Saint-Laurent, Quebec. Según los datos del censo de 2001, su población era de 340 habitantes.
Saint-Éloi es donde nació el músico de jazz Alain Caron.